# Péron
Pour les articles homonymes, voir Péron (homonymie).
Péron est une commune française, située dans le pays de Gex (département de l'Ain, région Auvergne-Rhône-Alpes).
Ses habitants sont appelés Péronnais.

## Géographie
Péron est situé, dans le pays de Gex au pied de la Haute Chaîne du Massif du Jura, et des pâturages tels que ceux de la "Poutouille" et du "Gralet" situés en altitude. Comme de nombreuses communes du pays de Gex, elle a connu un fort développement au cours de la seconde moitié du XXe siècle, à la suite de l'implantation à Genève des diverses organisations internationales, qui a provoqué une recrudescence de l'intérêt économique pour cette région à majorité agricole.

### Lieux-dits et hameaux
- Logras
- Feigères
- Greny

### Communes limitrophes
|                | Saint-Jean-de-Gonville | Dardagny ( Suisse, GE) |
| Chézery-Forens | Péron                  | Challex                |
|                | Farges                 |                        |

### Climat
Pour des articles plus généraux, voir Climat d'Auvergne-Rhône-Alpes et Climat de l'Ain.
En 2010, le climat de la commune est de type climat de montagne, selon une étude du CNRS s'appuyant sur une série de données couvrant la période 1971-2000. En 2020, Météo-France publie une typologie des climats de la France métropolitaine dans laquelle la commune est exposée à un climat de montagne ou de marges de montagne et est dans la région climatique Jura, caractérisée par une forte pluviométrie en toutes saisons (1 000 à 1 500 mm/an), des hivers rigoureux et un ensoleillement médiocre.
Pour la période 1971-2000, la température annuelle moyenne est de 9,8 °C, avec une amplitude thermique annuelle de 18 °C. Le cumul annuel moyen de précipitations est de 1 333 mm, avec 11,5 jours de précipitations en janvier et 9 jours en juillet. Pour la période 1991-2020, la température moyenne annuelle observée sur la station météorologique de Météo-France la plus proche, « Bellegarde », sur la commune de Valserhône à 12 km à vol d'oiseau, est de 11,1 °C et le cumul annuel moyen de précipitations est de 1 184,6 mm,. Pour l'avenir, les paramètres climatiques de la commune estimés pour 2050 selon différents scénarios d'émission de gaz à effet de serre sont consultables sur un site dédié publié par Météo-France en novembre 2022.

## Urbanisme

### Typologie
Au 1er janvier 2024, Péron est catégorisée bourg rural, selon la nouvelle grille communale de densité à 7 niveaux définie par l'Insee en 2022.
Elle appartient à l'unité urbaine de Péron, une agglomération intra-départementale dont elle est ville-centre,. Par ailleurs la commune fait partie de l'aire d'attraction de Genève - Annemasse (partie française), dont elle est une commune de la couronne,. Cette aire, qui regroupe 158 communes, est catégorisée dans les aires de 700 000 habitants ou plus (hors Paris),.

### Occupation des sols
L'occupation des sols de la commune, telle qu'elle ressort de la base de données européenne d’occupation biophysique des sols Corine Land Cover (CLC), est marquée par l'importance des forêts et milieux semi-naturels (55,9 % en 2018), en diminution par rapport à 1990 (59,3 %). La répartition détaillée en 2018 est la suivante :
forêts (55,2 %), terres arables (20,4 %), zones agricoles hétérogènes (9,9 %), prairies (8 %), zones urbanisées (5,7 %), milieux à végétation arbustive et/ou herbacée (0,7 %).
L'évolution de l’occupation des sols de la commune et de ses infrastructures peut être observée sur les différentes représentations cartographiques du territoire : la carte de Cassini (XVIIIe siècle), la carte d'état-major (1820-1866) et les cartes ou photos aériennes de l'IGN pour la période actuelle (1950 à aujourd'hui).

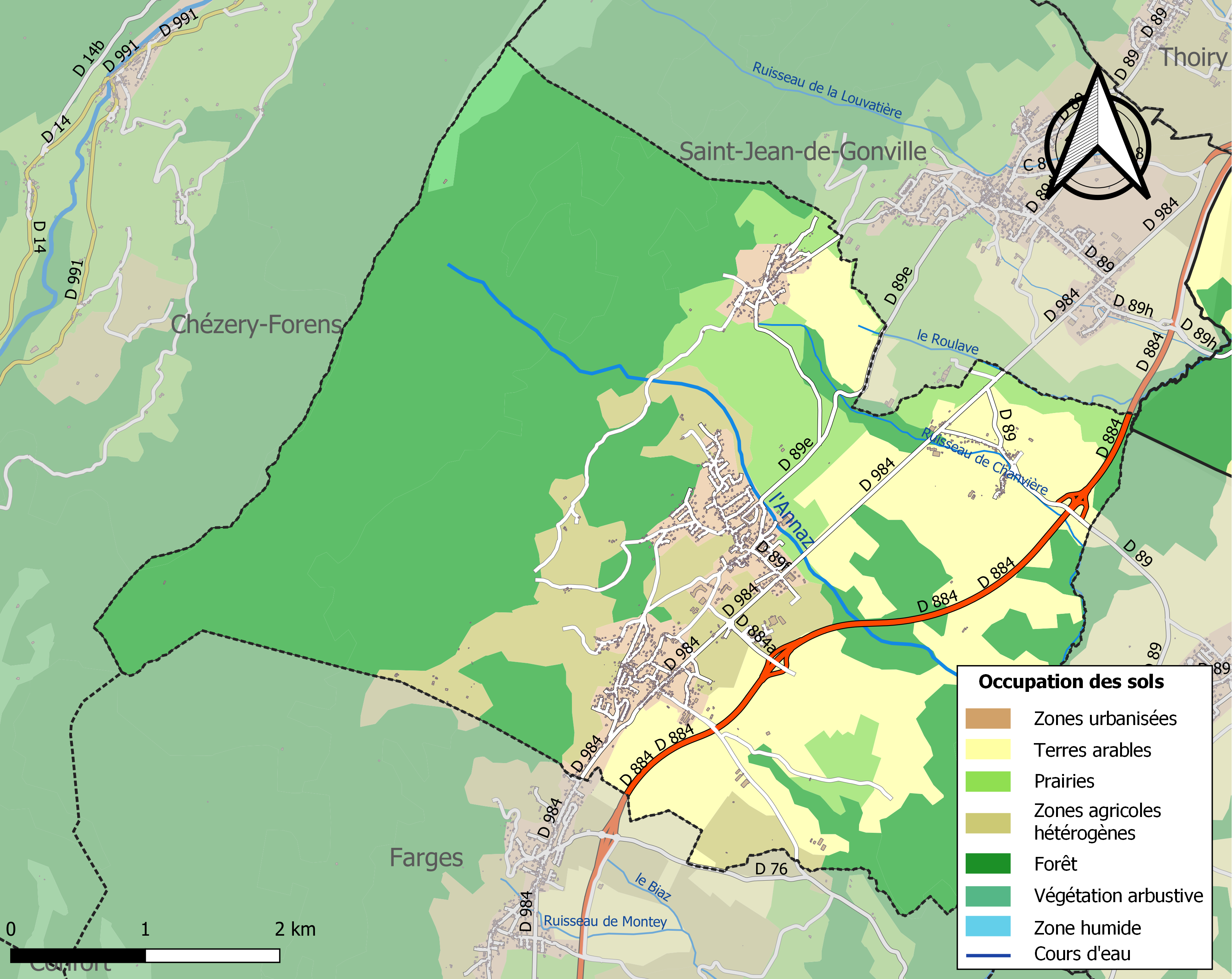
Carte des infrastructures et de l'occupation des sols de la commune en 2018 (CLC).

## Histoire

### Héraldique
| Blason de Péron | Blason  | D'argent à la croix d'azur chargée de cinq coquilles du champ, cantonnée en chef et à dextre d'un tau et en pointe à senestre d'une clef à deux penons, le tout de gueules. |
| Blason de Péron | Détails | |

### Faits historiques
Les premières traces d’occupation humaines à Péron remontent à l’âge du bronze, avec la présence de pierres à cupules, et de nombreuses pierres gravées Nitton, Paruthiol, Mont, Nantet. De nombreux sites, épars sur l'ensemble du territoire communal, prouvent une colonisation gallo-romaine importante. Durant l’antiquité romaine, des villas (fermes) existent à Greny, Logras, Sauvage…
L’église et les chapelles de Feigères et de Dommartin sont construites au Ve siècle. Des « maladières » (lieux de quarantaine) sont construits à partir du XIe siècle, puis avec le développement des féodalités et de l’artisanat au siècle suivant, la commune se développe, avec des moulins à Logras, à Baraty.
Le nom de la commune se fixe tardivement : Pyrons en 1150, Cura de Pyrons en 1344, Piron en 1528 et enfin Peron en 1554.
Péron dépend du prieuré de Satigny (aujourd'hui en Suisse). En 1283, Pierre de Joinville et le prieur Girod se partagent le produit des amendes de justice. Le sire de Gex exécute les condamnations à mort. Péron est ravagé durant les guerres de religion ; en 1590 35 personnes sont massacrées et le village brûlé.
Au XVIe siècle, les quatre villages de Péron, Feigère, Logras et Greny sont essentiellement agricoles. Logras est le plus peuplé avec 52 feux (foyers), Peron 33 feux, Feigère 17 feux et Greny 13 feux.
En 1670, la paroisse apparait assez pauvre "il n'y a aucune forêt sinon quelques sapins au haut de leur montagne du côté du soir. Il y croit froment, seigle et avoine. Il y a quelques vignes".
La commune compte 590 habitants en 1726.
Des hameaux se créent le long de la nouvelle route royale, de Gex à Bellegarde, et en 1841 1372 habitants vivent à Péron.
Le 27 juin 1785, le comte Reine Marguerite Guillaume de Grenaud se marie avec Reine Marie Anne de Menthon de Lornay dans la chapelle du château de Greny à Péron.
En 1909, quatre petits moulins et trois scieries sont actionnés par l'Annaz à Logras et une société s'est constituée pour exploiter un four à chaux. Chaque village, Logras, Péron et Feigère possède sa fromagerie associative.
En 1964, après l’exode rural, la commune ne comptait que 654 habitants.
Péron s'est développé avec l’implantation du CERN en 1954 et la multiplication des frontaliers. Quelques entreprises se sont installées mais l'agriculture se fait de plus en plus rare.

## Politique et administration

### Liste des maires

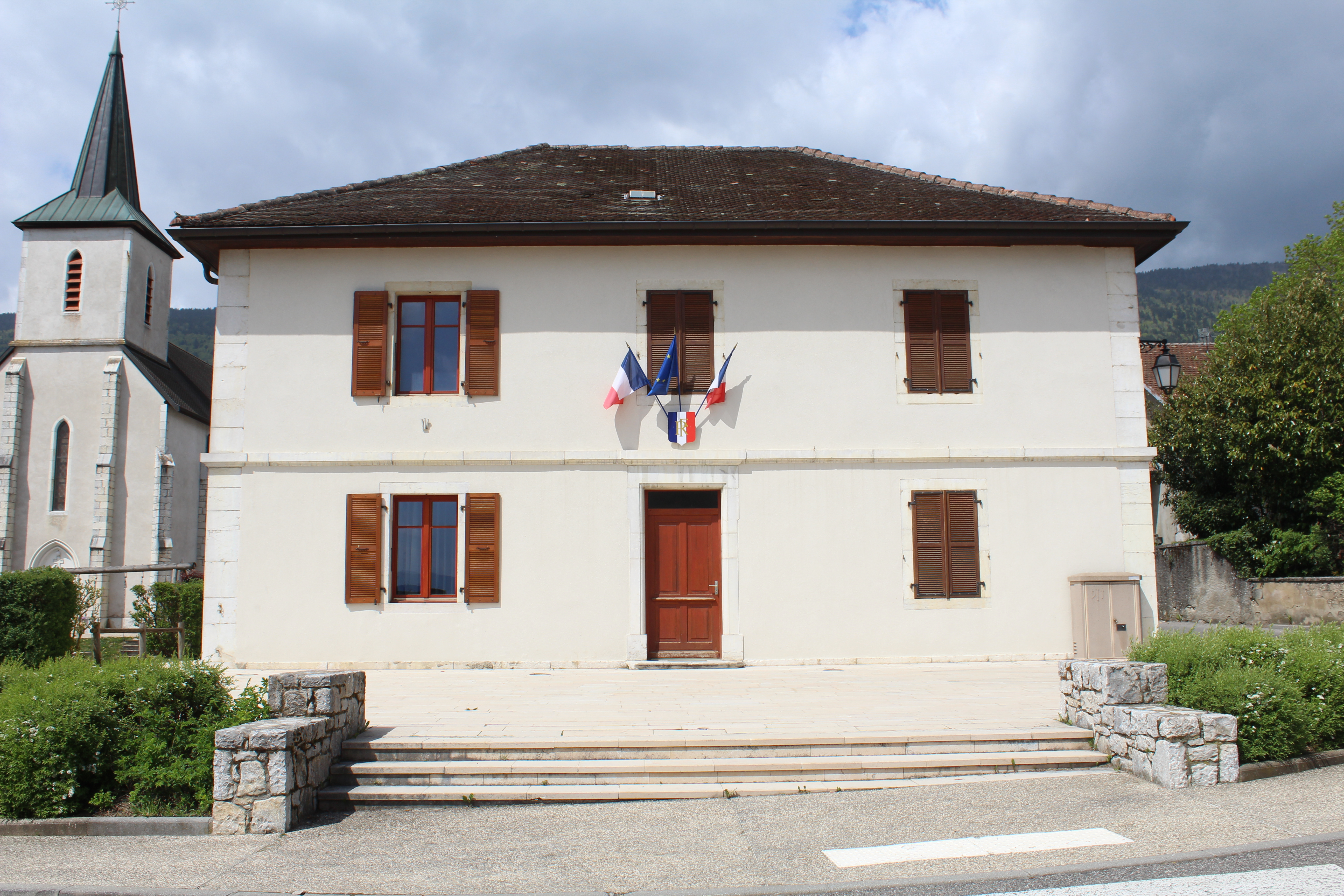
Mairie.

| Période                                  | Période  | Identité         | Étiquette       | Qualité                                                 |
| ---------------------------------------- | -------- | ---------------- | --------------- | ------------------------------------------------------- |
| ?                                        | ?        | Georges Gourgier | DVD puis UDF-PR | Conseiller général du canton de Collonges (1975 → 1982) |
| juin 1995                                | 2021     | Christian Armand | DVG             | décès en cours de mandat                                |
| juin 2021                                | En cours | Dominique Blanc  |                 |                                                         |
| Les données manquantes sont à compléter. |          |                  |                 |                                                         |

## Démographie
L'évolution du nombre d'habitants est connue à travers les recensements de la population effectués dans la commune depuis 1793. Pour les communes de moins de 10 000 habitants, une enquête de recensement portant sur toute la population est réalisée tous les cinq ans, les populations de référence des années intermédiaires étant quant à elles estimées par interpolation ou extrapolation. Pour la commune, le premier recensement exhaustif entrant dans le cadre du nouveau dispositif a été réalisé en 2006.

En 2022, la commune comptait 2 900 habitants, en évolution de +12,23 % par rapport à 2016 (Ain : +5,15 %, France hors Mayotte : +2,11 %).
| 1793 | 1800  | 1806  | 1821  | 1831  | 1836  | 1841  | 1846  | 1851  |
| ---- | ----- | ----- | ----- | ----- | ----- | ----- | ----- | ----- |
| 878  | 1 003 | 1 001 | 1 188 | 1 292 | 1 312 | 1 372 | 1 327 | 1 343 |

| 1856  | 1861  | 1866  | 1872  | 1876  | 1881  | 1886  | 1891  | 1896  |
| ----- | ----- | ----- | ----- | ----- | ----- | ----- | ----- | ----- |
| 1 305 | 1 206 | 1 145 | 1 139 | 1 127 | 1 064 | 1 116 | 1 016 | 1 189 |

| 1901 | 1906 | 1911 | 1921 | 1926 | 1931 | 1936 | 1946 | 1954 |
| ---- | ---- | ---- | ---- | ---- | ---- | ---- | ---- | ---- |
| 964  | 909  | 838  | 806  | 798  | 751  | 764  | 713  | 696  |

| 1962 | 1968 | 1975 | 1982  | 1990  | 1999  | 2006  | 2011  | 2016  |
| ---- | ---- | ---- | ----- | ----- | ----- | ----- | ----- | ----- |
| 654  | 701  | 891  | 1 005 | 1 202 | 1 579 | 1 843 | 2 254 | 2 584 |

| 2021  | 2022  | - | - | - | - | - | - | - |
| ----- | ----- | - | - | - | - | - | - | - |
| 2 838 | 2 900 | - | - | - | - | - | - | - |

## Lieux et monuments
- Église Saint-Antoine de Péron.
- Une ancienne chapelle, en hommage à sainte Catherine, située en contrebas de Feigères est tombée en ruines. À son emplacement se trouve actuellement une exploitation agricole.
- Au-dessus de Feigères, une pierre des massifs alpins suisses - probablement valaisans-, importée sur place par le glacier du Rhône lorsque celui-ci recouvrait encore le bassin lémanique, est, selon la légende, habitée par des Nitons, être féériques. Cette pierre n'est pas sans rapport avec celles présentes dans la rade de Genève, qui portent le même nom.
- Sur les crêtes au-dessus de Feigères, un ancien chalet d'alpage nommé le Gralet est à présent aménagé en refuge ouvert pour les randonneurs du sentier de grande randonnée Balcon du Léman (GR - BL). Il garde cependant l'architecture propre à ces chalets : un bâtiment assez bas, dont la plus grande partie est constituée d'une étable à laquelle est juxtaposée un abri sommaire pour le berger et une cave pour les fromages. Encore il y a quelques années, un berger habitait le chalet pendant la saison - été, début juin à fin septembre et confectionnait du fromage.

## Personnalités liées à la commune
- Anthoine Brunet, sieur de Péron (Oyonnax v. 1600 - Montanges, Ain 1639) : capitaine d'un corps-franc bugiste d'Echallon lors de la guerre de Dix Ans (1634-1644). Jusqu'à il y a peu, la mémoire collective se souvenait de lui comme du « brave capitaine Brunet » ; son prénom, ainsi que ses origines géographiques, familiales et sociales, viennent seulement d'être redécouvertes[20].
- Charles Jolivet (1856-1924), curé de Péron de 1899 à sa mort en 1924, archéologue et photographe. Il est un des pionniers de la photographie dans le pays de Gex et c'est le premier homme à photographier Péron. Charles Jolivet est cité dans plusieurs ouvrages archéologiques de l'époque car il découvrit deux villages antiques près du Reculet à Thoiry (Ain)[21].